# Brian Henton
Brian Henton (Castle Donington, Leicestershire, Engleska, 19. rujna 1946.) je bivši britanski vozač automobilističkih utrka. 
Godine 1974. osvojio je naslove prvaka u Britanskoj Formuli 3 Lombard North Central, i u Britanskoj Formuli 3 BARC Forward Trust. Godine 1975. osvojio je drugo mjesto na utrci 200 milja Fujija u bolidu March 74S-BMW.
U Europskoj Formuli 2 je nastupao od 1974. do 1980. S pobjedama na Mugellu i Misanu 1979., osvojio je titulu viceprvaka iza osvajača naslova Marca Surera. Sljedeće 1980. osvaja naslov prvaka za momčad Toleman Group Motorsport, pobijedivši na utrkama na Thruxtonu, Vallelungi i Mugellu.
U Formuli 1 je debitirao na Velikoj nagradi Velike Britanije 1975. za momčad John Player Team Lotus kako momčadski kolega Ronnieju Petersonu. Do 1981. je nastupao povremeno, a tek posljednje 1982. je odvezao cijelu sezonu, koju je započeo prvo u Arrowsu kao momčadski kolega Mauru Baldiju, da bi nakon tri utrke prešao u Tyrrell, gdje mu je momčadski kolega bio Michele Alboreto. Najbolji rezultat ostvario je na Velikoj nagradi Njemačke 1982. kada je osvojio sedmo mjesto. Jedini je vozač u povijesti Formule 1 koji je postavio najbrži krug utrke (Velika Britanija 1982.), a da nikad nije osvojio niti jedan bod u svojoj karijeri Formule 1.

## Vanjske poveznice
- Brian Henton - Driver Database
- Brian Henton - Stats F1
- All Results of Brian Henton - Racing Sports Cars